# Takarabune

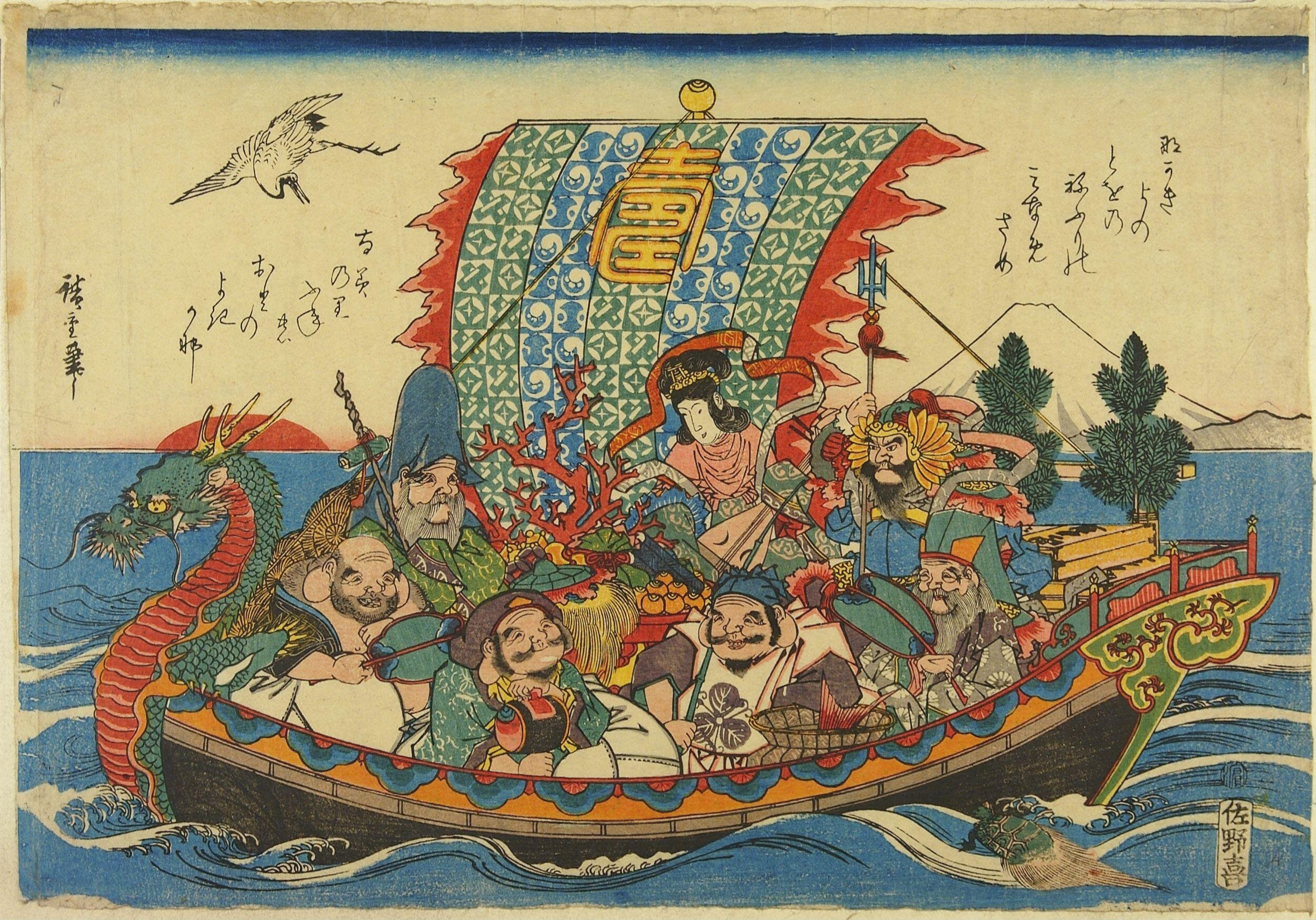
Xilogravura colorida (ukiyo-e) do Takarabune por Utagawa Hiroshige.

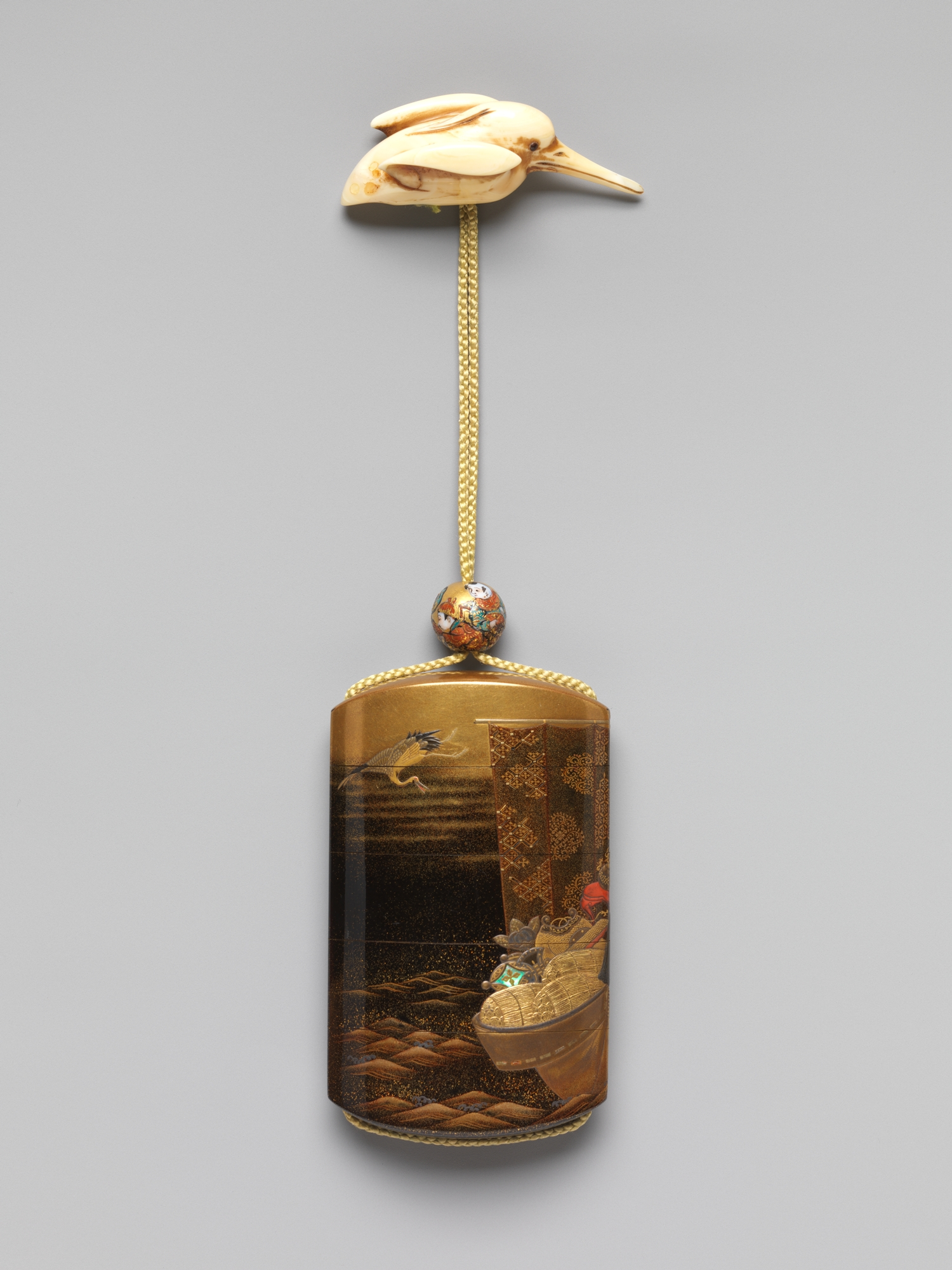
Inro com Takarabune, de Kajikawa Bunryūsai, Período Edo, século XIX.

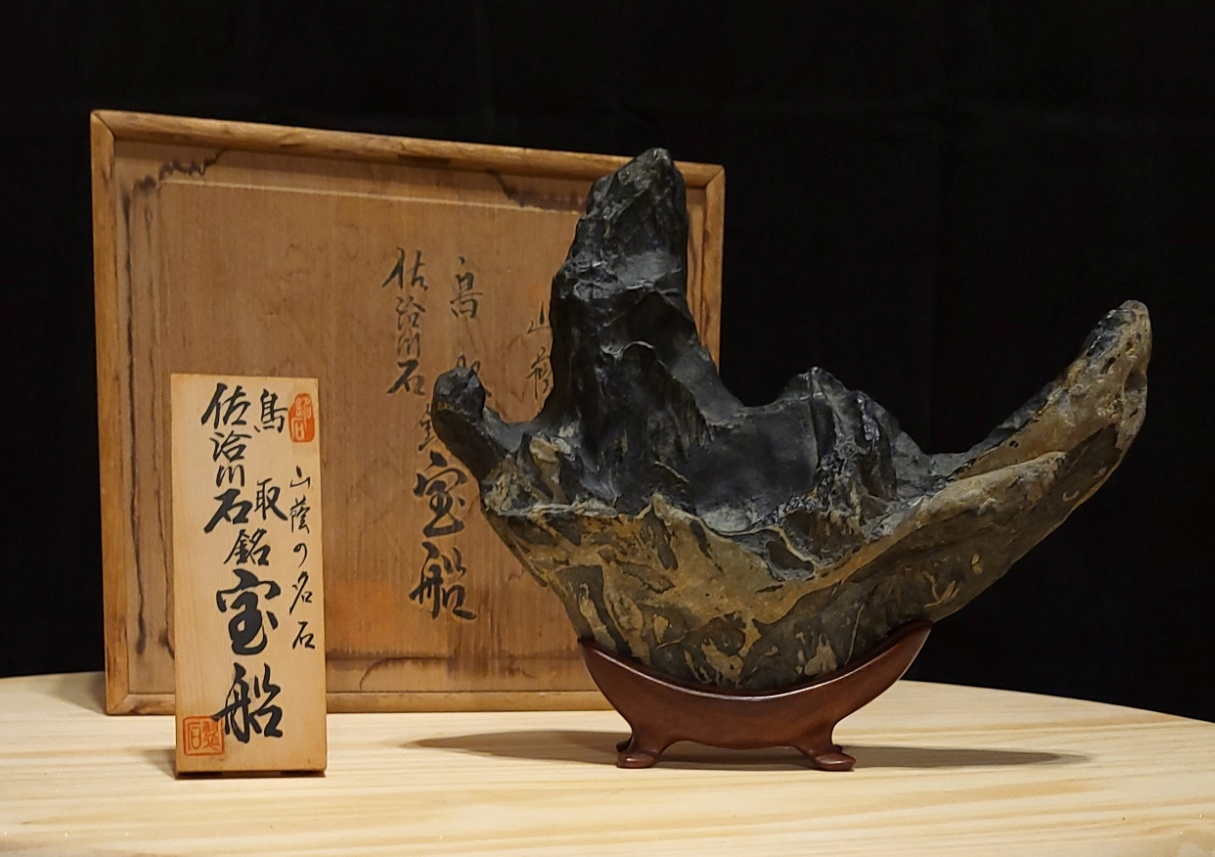
Pedra suiseki japonesa representando Takarabune.

No folclore japonês, o Takarabune (宝船), ou "Navio do Tesouro", é um navio mítico pilotado pelos céus pelos Sete Deuses da Sorte durante os três primeiros dias do Ano Novo. Uma imagem do navio é parte essencial das celebrações tradicionais do Ano Novo japonês.

## O navio
Diz-se que durante os três primeiros dias do Ano Novo, os Sete Deuses da Sorte pilotam pelos céus e chegam aos portos humanos um navio mítico chamado Takarabune, ou "Navio do Tesouro". Os deuses carregam consigo takaramono (宝物), ou coisas de tesouro, incluindo o chapéu da invisibilidade (隠れ笠, kakuregasa), rolos de brocados (織物, orimono), a bolsa inesgotável (金袋 kanebukuro), as chaves secretas para o tesouro dos deuses (鍵 kagi), os pergaminhos dos livros da sabedoria e da vida (巻き物 makimono), o martelo mágico (小槌 kozuchi), a um casaco da chuva da sorte (隠れ蓑, kakuremino) , o robe de penas mágicas (羽衣, hagoromo)  e a bolsa da fortuna (布袋nunobukuro).

## Gravuras em madeira
Uma imagem do navio constitui uma parte essencial das celebrações tradicionais do Ano Novo japonês. Segundo o costume, colocar uma xilogravura de Takarabune sob um travesseiro na noite de 2 de janeiro pode induzir um sonho de sorte – um sinal de que o ano que vem será afortunado. Em caso de sonho desagradável, a impressão pode ser descartada lançando-a a um rio.
O costume de colocar uma foto debaixo do travesseiro começou por volta do período Muromachi. Inicialmente era popular entre a nobreza e espalhou-se para os plebeus durante o final do período Edo. Os vendedores ambulantes vendiam xilogravuras baratas, destinadas a uso único.
Muitas gravuras de Takarabune mostram um guindaste acima e uma tartaruga abaixo, representativos da longevidade e da felicidade, bem como um poema palíndromo que fala de uma longa noite num barco. Ao amanhecer, ouve-se o som das ondas e vê-se uma navegação suave à frente.